# 461
461 (CDLXI) var ett normalår som började en söndag i den julianska kalendern.

## Händelser

### Augusti
- 2 augusti – Majorianus avgår som västromersk kejsare; kort därefter utropas Libius Severus till kejsare av Ricimer.

### November
- 19 november – Sedan Leo I har avlidit den 10 november väljs Hilarius till påve.[1]

## Födda
- Romulus Augustulus, kejsare av Västrom.

## Avlidna
- 17 mars – S:t Patrick, Irlands skyddshelgon (död omkring detta år)
- 7 augusti – Majorianus, kejsare av det västromerska riket.
- 10 november – Leo I, helgon, påve sedan 440.
- Palladius, irländsk biskop.